# This Dust Was Once the Man
This Dust Was Once the Man (doslovně česky „Tento prach byl kdysi tím Mužem“) je elegie, kterou roku 1871 napsal americký básník Walt Whitman a která je věnována Abrahamu Lincolnovi, 16. prezidentovi Spojených států. Whitman Lincolna velice obdivoval a vedle této elegie pro něj složil i další básně, všechny v roce 1865: O Captain! My Captain!, When Lilacs Last in the Dooryard Bloom'd a  Hush'd Be the Camps To-Day.
Elegie This Dust Was Once the Man, napsaná šest leto po atentátu na prezidenta Lincolna, se sice nedočkala větší míry pozornosti, dočkala se však obecně kladného přijetí a několikrát se stala předmětem rozboru. Báseň popisuje Lincolna jako toho, kdo zachránil unii Spojených států „před nejodpornějším zločinem v dějinách“, což je verš, na jehož interpretaci nepanuje u akademické obce shoda. Obecně se má za to, že se verš vztahuje buď k aktu odtržení Konfederovaných států amerických, nebo k samotnému aktu usmrcení Abrahama Lincolna.

## Pozadí
Ačkoli se nikdy osobně nesetkali, básník Walt Whitman Abrahama Lincolna několikrát spatřil, někdy i z bezprostřední blízkosti. Stalo se tak v letech 1861–1865. Whitman si všiml toho, co whitmanovský badatel Gregory Eiselein popisuje jako „nápadný vzhled“ a „neokázalou důstojnost“ novopečeného prezidenta. Whitman napsal, že důvěřuje Lincolnovu „nadpřirozenému taktu“ a „idiomatickému západnímu géniovi“. Jeho obdiv k Lincolnovi v následujících letech ještě vzrostl; v říjnu 1863 Whitman napsal: „Prezidenta bytostně miluji“. Whitman považoval sebe a Lincolna za „plovoucí ve stejném proudu“ a „zakořeněné ve stejné půdě“. Whitman a Lincoln měli podobné názory na otroctví a Unii a podobnosti byly zaznamenány i v jejich literárním stylu a inspiraci. Whitman později prohlásil, že „Lincoln je mně takřka bližší než kdokoli jiný“. Jako prezident vedl Lincoln Unii během americké občanské války.
Atentát na Lincolna v polovině dubna 1865 Whitmanem velmi otřásl a na počest zavražděného prezidenta napsal několik básní. O Captain! My Captain!, When Lilacs Last in the Dooryard Bloom'd, Hush'd Be the Camps To-Day a This Dust Was Once the Man vznikly postupně v jako součást Whitmanovy básnické sbírky Drum-Taps. Básně se výslovně nezmiňují o Lincolnovi, ačkoli z atentátu na prezidenta vyvozují určitý druh jeho mučednictví.

## Text básně
| This dust was once the Man, Gentle, plain, just and resolute, under whose cautious hand, Against the foulest crime in history known in any land or age, Was saved the Union of These States. | Tento prach byl kdysi tím Mužem, jemným, prostým, spravedlivým a rozhodným, pod jehož opatrnou rukou, proti nejodpornějšímu zločinu, jaký historie zná v každé zemi a v každém věku, byla zachráněna Unie těchto Států. |

## Historie publikací
Whitman napsal báseň v roce 1871 a publikoval ji v souboru President Lincoln's Burial Hymn v rámci básnické sbírky Passage to India, která měla být původně přílohou sbírky Leaves of Grass. Znovu pak byla publikována ve sbírce Memories of President Lincoln, poprvé ve vydání Leaves of Grass z let 1871–1872. Je to jediná báseň z této sbírky, která by se nejprve neobjevila v básnických sbírkách Drum-Taps nebo Sequel to Drum-Taps a po svém prvním uveřejnění již báseň nebyla nijak dále upravována.

## Rozbor
Na rozdíl od dřívějších Whitmanových básní věnovaných Lincolnovi, které ho popisují jako vůdce, přítele nebo „moudrou a milou duši“, je zde popisován prostě jako prach. Literární kritička Helen Vendlerová to považuje za Lincolnův epitaf. Whitman „si ten prach uzmul pro sebe“. Dále tvrdí, že epitaf je nevyvážený. Polovina významu básně je totiž obsažena v „tom prachu“ a druhou polovinu tvoří následujících třicet slov. Poznamenává, že prach je lehký, zatímco Lincoln sám má „komplexní historickou váhu“. Ve druhém řádku si Vendlerová všímá rozdílu mezi slovem „jemný“, které považuje za „osobní“, a závěrečným, „oficiálním“ opisem „rozhodný“. Považuje za překvapivé, že Lincoln není na žádném místě popsán aktivním slovesem, nýbrž jako primus inter pares, „opatrná“ vůdčí ruka národa.
Ve třetím řádku Whitman píše: „nejodpornější zločin v dějinách známý v kterékoli zemi nebo věku“. Výraz „nejodpornější zločin“ pravděpodobně pochází ze souboru básní Hermana Melvilla o americké občanské válce Battle-Pieces and Aspects of the War. Ačkoli se obecně má za to, že Melville měl na mysli otroctví, Whitmanův badatel Ed Folsom v roce 2019 napsal, že Whitmanův „nejodpornější zločin“ není obecně považován za otroctví, ale buď za atentát na Lincolna, nebo za odtržení Konfederovaných států amerických; již dříve napsal, že badatelé zabývající se Whitmanem upřednostňují druhou z uvedených interpretací. Edward W. Huffstetler poté, co argumentoval ve prospěch interpretace odluky konfederace, napsal v Encyklopedii Walta Whitmana, že „Tento prach“ vyjadřuje Whitmanův „rozhořčený tón“ na adresu Jihu. William Wilson Betts v knize Lincoln and The Poets naopak psal ve prospěch toho, že atentát na Lincolna byl tím „nejodpornějším zločinem“, zatímco Vendler píše, že Whitmanovo použití výrazu „nejodpornější zločin“ je eufemismem, který se vztahuje k otázce otroctví. Roy Morris, historik specializující se na období občanské války, považuje za tento zločin „srdcervoucí občanskou válku, která naplnila nemocnice hlavního města zničenými těly krásných mladých vojáků“.
Profesor angličtiny John Michael v knize Secular Lyric srovnává báseň s Knihou společných modliteb a říká, že báseň zdůrazňuje „materiálnost těla“ a vyjadřuje zármutek prostřednictvím „nedořečenosti“ tím, že nepoužívá standardní rétorické postupy k vyjádření pocitů. Podle Michaela odkaz na Lincolnovo zachování Unie dodává jeho vraždě na významu. Michael vyzdvihuje zejména jednoduchost popisu Lincolna jako prachu a poznamenává, že Whitman se při zprostředkování Lincolnovy smrti nespoléhá na metafory ani jiné poetické prostředky, na rozdíl od O Captain! My Captain!, který využívá metaforu o státu jakožto lodi a z Lincolna dělá kvazináboženskou postavu. Místo toho Whitman nutí čtenáře čelit kruté realitě smrti, neboť Lincoln byl proměněn v pouhý prach.
Literární vědec Deak Nabers poznamenává, že Whitman se v epitafu nezmiňuje o emancipaci a dává si pozor, aby záchranu Unie nepřičítal samotnému Lincolnovi, místo toho říká, že byla zachována „pod [Lincolnovou] rukou“. Nabers srovnává tuto báseň s básní Hermana Melvilla The House-Top a románem Williama Wellse Browna Clotel. Závěrečný verš básně převrací standardní „Spojené státy byly zachráněny“ na „Byla zachráněna Unie těchto států“, což Vendler uzavírá syntaktickým umístěním Unie na vrchol básně. Vendlerová uzavírá svou analýzu konstatováním, že báseň má „římskou lapidárnost a tklivost“ a činí „prach [...] rovným vahou záchraně Unie“.

## Přijetí
V roce 1943 napsal literární kritik Henry Seidel Canby, že Whitmanovy básně o Lincolnovi vešly ve známost jako „Lincolnovy básně“, a upozornil na „jemné linie“ básně This Dust. William E. Barton v roce 1965 napsal, že nebýt předchozího úspěchu básní O Captain! a Lilacs by básně This Dust a Hush'd Be the Camps přitáhly jen malou pozornost a jen málo by přispěly k Whitmanově pověsti. Filozofka Martha Nussbaumová považuje epitaf za „jednu z nejjednodušších a zároveň nejvýmluvnějších Whitmanových prohlášení“. V roce 1965 Ramsey Clark, generální prokurátor Spojených států, přečetl část básně Výboru pro soudnictví Sněmovny reprezentantů Spojených států amerických během slyšení týkajících se zavraždění Johna F. Kennedyho.